# Marian Fuks (historyk)
Marian Wacław Fuks (ur. 28 września 1914 w Płońsku, zm. 23 października 2022 w Warszawie) – polski historyk pochodzenia żydowskiego, profesor nauk humanistycznych, pracownik naukowy Żydowskiego Instytutu Historycznego, zajmujący się historią Żydów w Warszawie, historią żydowskiej prasy, kultury (w szczególności muzyki), biografistyką oraz Holocaustem. W latach 1968–1969 i 1971–1973 pełnił funkcję dyrektora tego Instytutu.

## Życiorys
Urodził się 28 września 1914 w Płońsku, w rodzinie żydowskiej. Jego rodzicami byli Borys i Franciszka. Studiował w Szkole Reporterów Dziennikarskich; po wojnie – na Uniwersytecie Warszawskim. Doktorat uzyskał za pracę Problematyka polskiego czasopiśmiennictwa wojskowego w latach 1918–1939. W 1978 habilitował się na UW, przedłożywszy pracę Prasa żydowska w Warszawie 1823–1939. W 1993 uzyskał tytuł naukowy profesora.
Jako rezerwista 9 pułku strzelców konnych został zmobilizowany we wrześniu 1939 i znalazł się na kresach wschodnich, gdzie został aresztowany i osadzony w sowieckich więzieniach i łagrach. Uwolniony w wyniku układu Sikorski-Majski z lipca 1941; walczył następnie w szeregach 1 Warszawskiej Brygady Pancernej im. Bohaterów Westerplatte. W walkach o Gdańsk był kontuzjowany. Do rezerwy odszedł w 1967 ze stanowiska redaktora „Przeglądu Kwatermistrzowskiego” w stopniu pułkownika. Od 1968 był pracownikiem naukowym Żydowskiego Instytutu Historycznego (ŻIH) w Warszawie. Przez dwa lata był jego dyrektorem oraz przez 20 lat redagował kwartalnik „Biuletyn ŻIH”.
Jego interdyscyplinarne zainteresowania zaowocowały ponad tysiącem prac z dziedziny historii i kultury, publikowanych w Polsce i za granicą. Do ważniejszych należą: trzykrotnie nagrodzona książka Prasa żydowska w Warszawie 1823–1939 (1979, m.in. nagroda „Polityki”), Adama Czerniakowa dziennik getta warszawskiego (1983, wydana za granicą w kilku językach), praca Muzyka ocalona. Judaica polskie (1989), przewidziana do druku w przekładach w Wielkiej Brytanii i Niemczech, dwa tomy esejów Z diariusza muzycznego (1977 i 1981), Martyrologia i walka Żydów polskich (1988), Żydzi w Warszawie. Życie codzienne. Wydarzenia. Ludzie (1992, 1997), Wielcy i sławni pochodzenia żydowskiego (1998), Z Dziejów Wielkiej Katastrofy Narodu Żydowskiego (1999), Żydzi w Polsce. Dawniej i dziś (2000), Księga sławnych muzyków pochodzenia żydowskiego (2002), Antologia humoru żydowskiego do 1939 r. Pan sobie żarty stroisz? (1993, cztery wydania), O panu Izydorze Kaftalu oraz Jego małżonce, Pani Felli (1997). Jest także współautorem wydanego w trzech wersjach językowych albumu Żydzi polscy. Dzieje i kultura (1982), autorem haseł w encyklopediach polskich i zagranicznych oraz w Polskim Słowniku Biograficznym, współautorem księgi 100 lat Filharmonii w Warszawie 1901–2001 (rozdział: Filharmonia Warszawska w latach okupacji niemieckiej 1939–1945, 2001). W dorobku ma liczne publikacje z zakresu historii oraz muzyki polskiej i światowej drukowanych w kraju i za granicą. W 1963 odnalazł miejsce urodzenia Stanisława Moniuszki w Ubielu na Białorusi. Zorganizował tam jedyne na świecie Muzeum Moniuszkowskie, opublikował też wiele artykułów (w kilku językach) upamiętniających miejsce urodzenia i twórczość Moniuszki.

## Publikacje
- Z diariusza muzycznego, t. 1, 1977
- Prasa żydowska w Warszawie 1823–1939, 1979
- Z diariusza muzycznego, t. 2, 1981
- Adama Czerniakowa dziennik getta warszawskiego, 1983
- Muzyka Ocalona – Judaica Polskie, 1989
- Żydzi w Warszawie – Życie codzienne, 1992 (II wydanie 1997)
- Humor Żydów polskich (do 1939 r.), 1993 (II wydanie 1998)
- Wielcy i sławni – pochodzenia żydowskiego, 1998 (II wydanie 2003)
- Z dziejów wielkiej katastrofy narodu żydowskiego, 1999
- Żydzi w Polsce – Dawniej i dziś, 2000
- Księga sławnych muzyków pochodzenia żydowskiego, 2003
- Mój wiek XX. Szkice do memuarów, 2009